# Русів (Коломийський район)
Ру́сів — село в Україні, у Снятинській міській громаді Коломийського району Івано-Франківської області. До 2020 року — центр сільської ради. Розташоване за 8 км від центру  територіальної громади— міста Снятин та за 14 км від залізничної станції Снятин. Населення — 1119 чоловік.
Відповідно до Розпорядження Кабінету Міністрів України від 12 червня 2020 року № 714-р «Про визначення адміністративних центрів та затвердження територій територіальних громад Івано-Франківської області» увійшло до складу Снятинської міської громади.

## Історія
Перша згадка про село належить до 1443 року.
Згадується також 7 березня 1447 року в книгах галицького суду.
У грудні 1944 року працівники підсобного господарства Станіславського НКҐБ Щербаков, Довгополов та Примаков виїхали в село Русів Снятинського району. Там вони почали проводити незаконні обшуки, незрозумілою мовою зухвало вимагали горілку, а коли вдосталь напилися, розстріляли сімох місцевих жителів, а Ірину Луцик ще й зґвалтували. В результаті в боротьбу проти окупантів вступали навіть прорадянсько настроєні жителі.
Станом на 1971 рік у селі була восьмирічна школа, палац культури, бібліотека, фельдшерсько-акушерський пункт, відділення зв'язку, 2 магазини, майстерні побуткомбінату. У селі була розміщена центральна садиба колгоспу ім. В. С. Стефаника. Господарство мало 2637 га сільськогосподарських угідь, у тому числі 2407 га орної землі. Бригада в Русові мала відповідно 1337 і 1037 га. Напрямок господарства було зернове й м'ясо-молочне виробництво.

## Населення

### Мова
Розподіл населення за рідною мовою за даними перепису 2001 року:
| Мова       | Кількість | Відсоток |
| ---------- | --------- | -------- |
| українська | 1114      | 99.55%   |
| російська  | 2         | 0.18%    |
| білоруська | 2         | 0.18%    |
| польська   | 1         | 0.09%    |
| Усього     | 1119      | 100%     |

## Церква
Церква Різдва Пресвятої Богородиці. Дерев'яна, хрестоподібна. Іконостас триярусний. Побудована у 1885 р. на кошти громади УГКЦ. Зараз належить до УПЦ КП, настоятель — о. Василь Джус.

## Відомі люди
У Русові народився відомий український письменник-новеліст Василь Стефаник (1871—1936), який прожив і творив усе своє життя тут. На місцевому матеріалі написав, зокрема, «Кленові листки», «Камінний хрест», «Злодій», «Новина» та інші новели. 1941 року в будинку письменника відкрито літературно-меморіальний музей В. С. Стефаника. Директором музею працював син письменника — Кирило Стефаник.
Київська кіностудія ім. О. П. Довженка за мотивами новел В. Стефаника зняла в 1968 році художній фільм «Камінний хрест». Зйомки відбувалися в селах Белелуї та Русові. Головну роль Іванихи виконала 73-річна жителька, самодіяльна артистка К. М. Матеїк. У Русові вона зіграла понад 500 ролей.
- Микола Плав'юк — 4-й (останній) Президент УНР в екзилі, з 1979 року 5-й Голова ОУН.
- Тарас Мигаль — український радянський письменник, похресник Василя Стефаника, народився у селі.
- Юрій Кіцул — український військовик.
- Василь Стефаник — український науковець-біолог.
- Тофан Микола — директор Тернопільської української коедукаційної гімназії товариства «Рідна Школа»[8]

## Сучасність
Школа, палац культури, бібліотека, амбулаторія загальної практики сімейної медицини.